# Preiswerkite
La preiswerkite è un minerale appartenente al gruppo delle miche.